# Norton Commander
Norton Commander (NC) は伝統的ファイルマネージャの原型であり、John Sochaが開発し、ピーター・ノートン・コンピューティング (PNC) が発売した（後にシマンテックが買収）。DOS上でテキストユーザインタフェースで動作するファイルマネージャ。シマンテックはこれを1986年から1998年まで公式に製造した。DOS版の最終バージョンであるNorton Commander 5.51は1998年7月1日にリリースされた。
関連製品として、DOSおよびWindowsでグラフィカルなシェルとして機能するNorton Desktopが後継として開発された。そこから、Norton Desktop for DOS (NDD) とNorton Desktop for Windows (NDW) が派生している。

## 概要
Norton Commanderは使いやすさを重視し、ファイル操作オブジェクトを2つ同時に表示するのが特徴である。プログラムを起動すると、ファイルの一覧が2つのパネルで表示される。この2つのパネルは、もう一方のパネルに関する情報を表示したり、ディレクトリツリーを表示したりといった様々なオプションを容易に設定可能である。画面下部にはコマンド一覧が表示されていて、CTRL+ALTキーで拡張できる。マウスを多用しなくても大部分の操作が可能で、様々なファイル操作を高速かつ効率的に実行できる（バージョン3.0以降はマウス利用が多くなっていった）。また、テキストファイルビューア（F3キーで呼び出し）とエディタ (F4) が組み込まれていた。

### 長いファイル名 (LFN)
Windows 95でグラフィカルなシェルWindows Explorerが導入され、OS自体には「長いファイル名 (LFN)」が導入された。
シマンテックは標準のWindows APIを使ってLFNをサポートするNorton Commander 5.51をリリースした。Norton Commander 5.51はリアルモードで動作するため、LFNを保持するにはTerminate and Stay Resident (TSR) ユーティリティを必要とした。Norton Commander本体はリアルモードでのLFNをサポートしていなかった。

### 終焉
開発者の1人Mark Lowlierによると、シマンテックはPNCを買収後、Microsoft Windowsが成功を収めると推測し、PNCの主なリソースを再配分し、新たにWindowsプログラマを雇い入れた。Brad KingsburyとEnrique Salemは後にNorton Desktop for Windowsを開発した。
DOS時代には人気のあったNorton Commanderも徐々に使われなくなっていったが、多数のクローン製品が生み出された。

## Norton Commander for Windows
DOS用ファイルマネージャのWindows 95版である。
バージョン1.0
1996年リリース。Windows 95とWindows NTで動作。Windowsの各種機能（ごみ箱やQuickView）と連携している。バージョン1.02ではWindows 98を追加サポートした。
バージョン2.0
Windows 2000を正式サポートし、Windows XPやWindows Vistaでも動作。最終バージョンの2.01は1999年2月11日にリリースされた。

## Norton Commander for OS/2
1992年12月、バージョン1.0をリリース。OS/2 2.0のHPFSとFATをサポートしている。他のNorton Commanderのようなコマンドプロンプトは持たない。1993年6月には値下げしたが、間もなく開発終了となった。

## Norton Commanderに影響されたソフトウェア
Norton Commanderのスタイルに影響されたプログラムはいくつもある。以下に例を挙げる。
- Altap Salamander: Windows（以前はServant Salamanderと称していた）
- Demos Commander: Unix系およびLinux
- Dos Navigator: DOS
- Directory Opus: Amiga版（1990年）とWindows版（2001年） - 最初からGUIベース
- Eie-manager: Javaベースのクロスプラットフォーム
- FAR Manager: Windows
- File Commander: Windows、OS/2
- FreeCommander: Windows
- GNOME Commander: Linux、Unix系 (GNOME)
- Krusader: Linux、Unix系 (KDE)
- Midnight Commander: Unix系中心だが、WindowsやmacOSでも動作する。
- muCommander: Javaベースのクロスプラットフォーム
- Total Commander: Windows（以前はWindows Commanderと称していた）
- Volkov Commander: DOS

ファイルマネージャ以外にもNorton Commanderのルック・アンド・フィールを採用したソフトウェアがある（アーカイバ、ビューア、バイナリエディタなど）多くはDOS用ツールである。以下に例を挙げる。
- Commandline ACE: DOS、Windows用アーカイバ。LFNサポート。
- Hiew: バイナリエディタ
- Pksmart: DOS用EXEパッカー
- RAR: DOS、Windows用アーカイバ
- WinSCP: Windows用ファイル転送ツール